# 短枝黄金竹
短枝黄金竹（学名：Schizostachyum brachycladum）为禾本科思劳竹属下的一个种。

## 扩展阅读
- 維基物種上的相關：短枝黄金竹